# Mikael 2., hertug af Braganza
Mikael, hertug af Braganza (fulde navn: Dom Miguel Maria Carlos Egídio Constantino Gabriel Rafael Gonzaga Francisco de Paula e de Assis Januário, Duque de Bragança) (født 19. september 1853 i Kleinheubach i Unterfranken, Bayern, død 11. oktober 1927 i Seebenstein i Niederösterreich, Østrig var søn af kong Mikael 1. af Portugal, og han blev farfar til Duarte 3. Pio, hertug af Braganza, der er den nuværende portugisiske tronprætendent.  

## Forfædre
Hertug Mikael 2. er søn af kong Mikael 1. af Portugal (1802–1866), der var landets sidste enevældige konge. Mikael 1. blev landsforvist i 1834, og hans efterkommere fik først lov til at vende tilbage til Portugal efter 1950.  

## Familie
Hertug Mikael 2. af Braganza blev gift to gange, først med prinsesse Elisabeth af Thurn og Taxis (1860–1881) og senere med prinsesse Marie Therese til Löwenstein-Wertheim-Rosenberg (1870–1935).
Der var tre børn i det første ægteskab og otte børn i det andet ægteskab. Duarte 2. Nuno, hertug af Braganza (1907–1976) var fra det andet ægteskab.

## Striden om den portugisiske trone
I 1826 aftalte brødrene kejser Pedro 1. af Brasilien og prins Mikael af Portugal, at Pedros syvårige datter skulle være dronning under navnet Maria 2. af Portugal. Når hun blev voksen, skulle giftes med sin farbror prins Mikael.
Prins Mikael brød imidlertid aftalen. I 1828 udråbte han sig selv til kong Mikael 1. af Portugal. Dette udløste en borgerkrig (de to brødres krig), der endte i 1834, da Pedro for anden gang indsatte datteren Maria som dronning.

### Huset Coburg-Braganza
Dronning Maria 2. blev gift med en prins af Sachsen-Coburg og Gotha. Deres efterkommere tilhørte Huset Braganza-Sachsen-Coburg og Gotha (Huset Coburg-Braganza), der regerede fra 1853 til 1910. Siden har landet været en republik.

### Landsforvisninger
Emanuel 2. af Portugal var den sidste konge af Huset Coburg-Braganza. Han blev afsat i 1910, og han døde i eksil i 1932. I 1910 forbød parlamentet kong Emanuel 2. og andre medlemmer af Huset Coburg-Braganza at vende tilbage til Portugal.
Allerede i 1834 havde det portugisiske parlament landsforvist kong Mikael 1. af Portugal og hans efterkommere. Kong Mikael levede derefter i eksil, og han døde i 1866 i Karlsruhe, Tyskland.

### Hertug Mikael 2. som tronprætendent
I 1866  blev den 13-årige hertug Mikael 2. prætendent til den  portugisiske trone. I 1920 afgav han sine krav til tronen til sin yngste søn den 13-årige Duarte 2. Nuno, hertug af Braganza (1907–1976).
I 1909 havde prins Miguel af Braganza, hertug af Viseu (1878–1923), der var hertug Mikael 2.s ældste søn, giftet sig med den borgerligt fødte amerikanerinde Anita Rhinelander Stewart (1886–1977). I 1920 blev ægteskabet erklæret for morganatisk, og det samme år opgav hertug Miguel af Viseu sine arvekrav til fordel for Duarte 2. Nuno, der var hans yngre halvbroder.

### Ny tronprætendent
De bitre stridigheder mellem brødrene Petro 1.s og Mikael 1.s efterkommere varede i næsten 100 år. Imidlertid havde den afsatte kong Emanuel 2. (1889–1932) ingen efterkommere. I 1921 bestemte Emanuel 2., at Duarte 2. Nuno skulle være hans tronarving. Ved Emanuel 2.s død i 1932 blev Duarte 2. Nuno tronprætendent for de to europæiske linjer af den portugisiske kongeslægt.
Forsoningen mellem brødrene Petro 1.s og Mikael 1.s efterkommere fortsatte i 1943, da Duarte Nuno giftede sig med prinsesse Maria Francisca af Orléans-Braganza (1914–1968). Hun var tipoldedatter af Pedro 1. af Brasilien og oldedatter af Victoria af Sachsen-Coburg og Gotha (1822–1857), (Victoria var en søster til den prins, der var gift med Maria 2. af Portugal). Den kirkelige del af brylluppet fandt sted i Petrópolis, der er Brasiliens kejserby.

### Landsforvisningerne ophæves
I 1950 blev landsforvisningerne af begge de europæiske grene af kongeslægten ophævet. Sammen med sin fransk-brasilianske hustru og sine tre sønner flyttede Duarte Nuno til Portugal i 1952.